# Liliová (Praha)
Liliová je ulice v západní části Starého Města v Praze. Směřuje od jihu, od křižovatky s Náprstkovou ulicí a severozápadním cípem Betlémského náměstí, téměř přesně severním směrem, i když její trasa není přímočará. Na severu končí křižovatkou s Karlovou ulicí.

## Historie

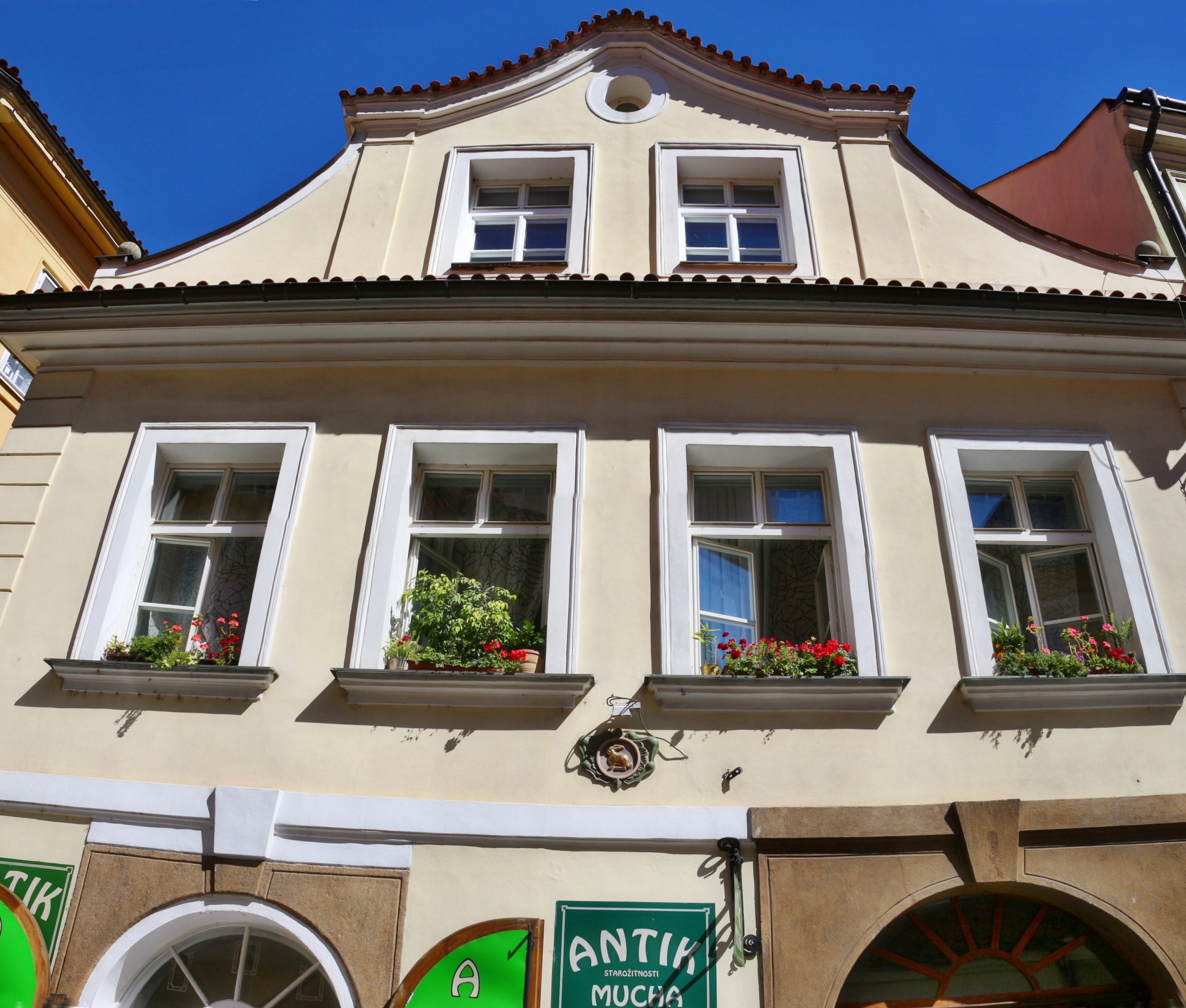
Dům U zlatého zajíce

Původně se jednalo nejspíše o jednu ze spojnic, směřujících v raném středověku k Vyšehradu od vltavského brodu, který byl přibližně mezi nynějším Klárovem a linií Kaprovy ulice. Po vybudování Juditina mostu (postaven na místě staršího dřevěného mostu v letech 1158-1172) se situace postupně konsolidovaného městského urbanismu mění, když do již částečně ustálené uliční sítě pronikají jednak nové trasy od mostu k tržišti (Staroměstské náměstí), i když se již nepodařilo docílit plynule trasované hlavní ulice. Karlova ulice se tak mezi Křižovnickým náměstím a Malým náměstím několikrát zalamuje (přestože jako tzv. Královská cesta byla součástí trasy korunovačních průvodů).
Severní ukončení Liliové vytvořil nejprve areál dominikánského kláštera, později v baroku nahrazený spolu s další zástavbou obrovitým blokem Klementina.
Na jihu za nynějším Betlémským náměstím se trasování ulic měnilo po výstavbě staroměstských hradeb (30. léta 13. století), neboť nové brány nemohly být zřízeny ve směru všech dosavadních cest (východně to byla důležitá brána sv. Martina ve směru nynější Spálené ulice na Novém Městě, západně pak brána sv. Štěpána ve směru nynější ulice Karolíny Světlé).

## Domy

### Západní strana
Náprstkova
- 1 (Náprstkova 11), čp. 216, Dům U Zlatého šípu. Historizující novostavba činžovního domu, 1895, arch. J. Knauer.
- 3, čp. 218. Novorenesanční novostavba na místě nevelkého gotického domu vznikla roku 1875 (arch. A. Turba).
- 5 (Zlatá 6), čp. 219, dům U Voříkovských.

Zlatá
- 7, čp. 951.
- 9, čp. 211, Anenský klášter.

Anenská
- 11 (Anenská 13), čp. 220. Gotický dům, několikrát přestavěný.
- 13 (Anenská 11), čp. 221. Čejkovský palác. Původně nejméně dva středověké domy, podstatně upravené v renesanci a částečně přeměněné na barokní palác (1713–1726).
- 15 (Karlova 14), čp. 183. Dům U kamenné panny. Na místě gotického domu stavba s klasicistním průčelím.
- 17 (Karlova 18), čp. 181. Dům U zlatého hada. Středověký dům, upravený renesančně a barokně.

Karlova

### Východní strana
Betlémské náměstí
- 2, čp. 251.
- 4, čp. 250. Dům U zlaté židle (U červené sesle). Původně součást městiště domu roudnického kláštera.
- 6 (Zlatá 8), čp. 249. Dům U Švandů (U Krnáčů, U Weissů). Původně gotický dům, upravený roku 1844 a novorenesančně roku 1874 (arch. Josef Dobr).

Zlatá
- 8 (Zlatá 3, Řetězová 6), čp. 248. Dům U bílého kohouta (U kapouna, U Sukničků, U kohouta, U Deboysů). V dnešní podobě převážně novorenesanční novostavba z let 1855-1863 (arch. František Wolf).
- 10 (Řetězová 4), čp. 247. Dům U Jezulátka (Housarovský). Gotický dům, renesančně a barokně přestavěný, novorenesančně upravený.
- 12 (Řetězová 2), čp. 246. Dům U zlatého zajíce (U bílého zajíce).

Řetězová
- 14 (Řetězová 3), čp. 946. Trojkřídlý nájemní dům podle plánů z let 1846–1847. Původně součást parcely domu pánů z Kunštátu a Poděbrad.
- 16, čp. 1069. Nájemní bytový dům s eklektickým průčelím, postavený roku 1898 podle projektu Václava Romováčka.
- 18, čp. 1070. Nájemní bytový dům z roku 1899 si projektoval Edvard Rechziegel.
- 20 (Karlova 20), čp. 180. Dům U Modré štiky. Původně gotický dům. Nynější novorenesanční z roku 1905 (arch. Edvard Rechziegel).

Karlova